# Albert von Goedecke
Albert Friedrich Wilhelm von Goedecke (* 22. September 1821 in Diez; † 30. August 1891 in Wiesbaden) war ein Mitglied des Nassauischen Landtags und später preußischer Offizier.

## Leben
Albert von Goedecke verbrachte seine Jugend in Kindheit in Limburg an der Lahn und besuchte von 1837 bis 1838 das Gymnasium Philippinum Weilburg. Er schlug eine militärische Laufbahn in der Herzoglich Nassauischen Armee ein, wurde 1839 Kadett und 1837 Oberleutnant. 
1848/1849 nahm er als Offizier der Nassauischen Truppen an der Niederschlagung des republikanischen Aufstands in Baden teil und war ebenso bei den Kämpfen während der Schleswig-Holsteinischen Erhebung im Jahre 1849 im Einsatz. 
Von 1848 bis 1851 hatte er Mandat in der Deputiertenkammer (Zweite Kammer) der Landstände im Herzogtum Nassau. Für den Wahlkreis Weilburg/Runkel wurde er aus der Gruppe der Großgrundbesitzer in den Landtag gewählt.
Anfang 1818 hatte Herzog Wilhelm I. zu den ersten Wahlen in seinem Land aufgerufen. Wahlberechtigt waren 39 Adlige, 1448 bürgerliche Großgrundbesitzer und 128 wohlhabende Stadtbewohner. Das passive Wahlrecht besaßen nur 265 Personen. 
1855 kam Goedecke als Hauptmann in das Jäger-Bataillon in Biebrich. 1866 wurden die Nassauische Armee nach der Annexion durch Preußen aufgelöst und die Offiziere und Mannschaften in die Preußische Armee integriert. Dort wurde er 1891 als Major in den Ruhestand verabschiedet.

## Familie
Albert war ein Sohn des 1807 in den Freiherrnstand erhobenen Philipp Friedrich von Goedecke (1787–1878) und dessen Ehefrau Wilhelmine Susanne Friederike Heck († 1858).
Sein Großvater Heinrich Carl Goedecke (1761–1820) war Obristlieutenant und Abgeordneter.